# Coldcut
Coldcut est un groupe britannique de musique électronique, originaire de Londres, en Angleterre.

## Histoire

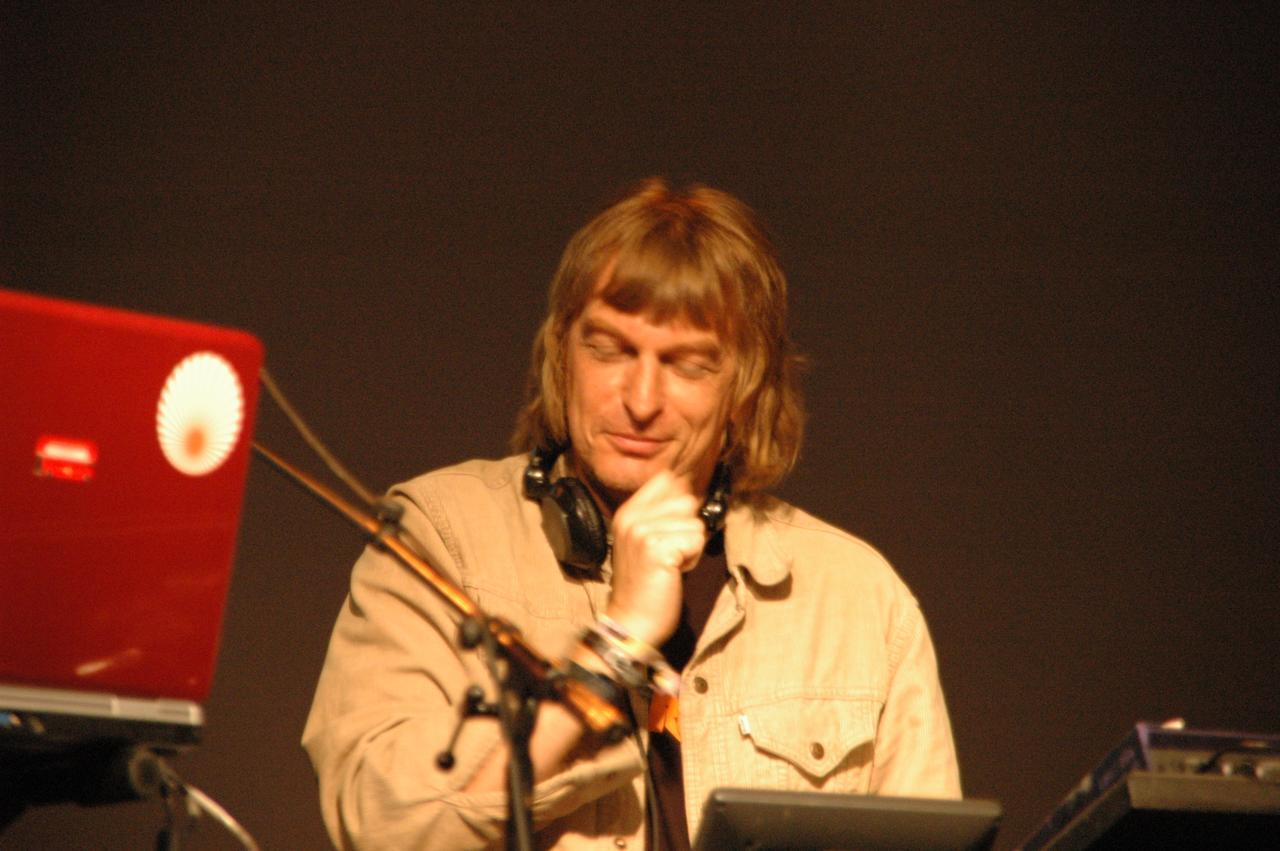
Matt Black à Vienne en 2006.

Coldcut est un mélange de trip hop, de jazz et de house. Formé en 1986 à Londres par Jonathon More, professeur d'arts plastiques et Matt Black, programmeur, le duo se fait connaître grâce au mini-album Say Kids, What Time Is It? en 1987, premier enregistrement britannique basé sur un collage du sample Steinski. En 1987, ils produisent une performance inédite pour la radio pirate Kiss FM[Laquelle ?], Solid Steel. Ils se font essentiellement connaître par le remix de Paid in Full de Eric B. and Rakim mélangé au titre Im Nin'alu de Ofra Haza. 
Leur hit People Hold on permet de faire connaître au grand public la chanteuse Lisa Stansfield ; le titre Doctor In the House fait, quant à lui, connaître la chanteuse Yazz en février 1988. Le succès de ce titre permet aux deux Britanniques de monter les labels Ninja Tune et Ntone qui abritent les artistes les plus influents de la scène de la musique électronique londonienne de la fin des années 1980. Au début des années 1990, Jonathon More et Matt Black travaillent avec différents artistes et laissent de côté le groupe. Ils réapparaissent en 1994 avec l'album Philosophy puis sur la compilation 70 Minutes of Madness. Ils attirent ainsi l'attention sur l'émission Solid Steel qu'ils animent à la radio. En 1997, ils sortent Let Us Play puis, deux ans plus tard, Let Us Replay. C'est en 2005 qu'ils sortent Sound Mirrors et son single Man in a Garage.
Le 19 novembre 2021, Ahead of Our Time sort une compilation ambient composée d'anciennes et de nouvelles compositions et d'un séquençage supplémentaire avec l'aide de Mixmaster Morris. La compilation contient de la musique de Kaitlyn Aurelia Smith, Sigur Rós et bien d'autres artistes, dont l'importance est volontairement variable.

## Discographie

### Albums studio
- 1989 : What's That Noise?
- 1990 : Some Like It Cold
- 2006 : Sound Mirrors

### Participation
- 1999 :Reich Remixed (sur le titre Music for 18 Musicians) de Steve Reich